# خوسيه ماريا دي فيليبي
خوسيه ماريا دي فيليبي (بالإسبانية: José María De Filippi)‏ هو لاعب كرة قدم أرجنتيني في مركز الوسط، ولد في 26 مارس 1982. لعب مع أتلتيكو باتروناتو.

## وصلات خارجية
- خوسيه ماريا دي فيليبي على موقع Soccerway.com (الإنجليزية)